# ألفرد كوتي
ألفرد كوتي (بالإنجليزية: Alfred Kotey)‏ مواليد 3 يونيو 1968 في أكرا، هو ملاكم محترف غاني يصنف ضمن فئة وزن الديك. حقق بطولة منظمة الملاكمة العالمية. شارك في دورة الألعاب الأولمبية الصيفية سنة 1988.

## إحصائيات
خاض خلال مسيرته 43 نزالا، فاز في 26 وتعادل في 1 وخسر في 16. فاز بالضربة القاضية في 16 نزالا.

## روابط خارجية
- ألفرد كوتي على موقع بوكس ريك (الإنجليزية) (registration required)
- ألفرد كوتي على موقع اللجنة الأولمبية الدولية (الإنجليزية)
- ألفرد كوتي على موقع أوليمبيديا (الإنجليزية)